# Guido Braun

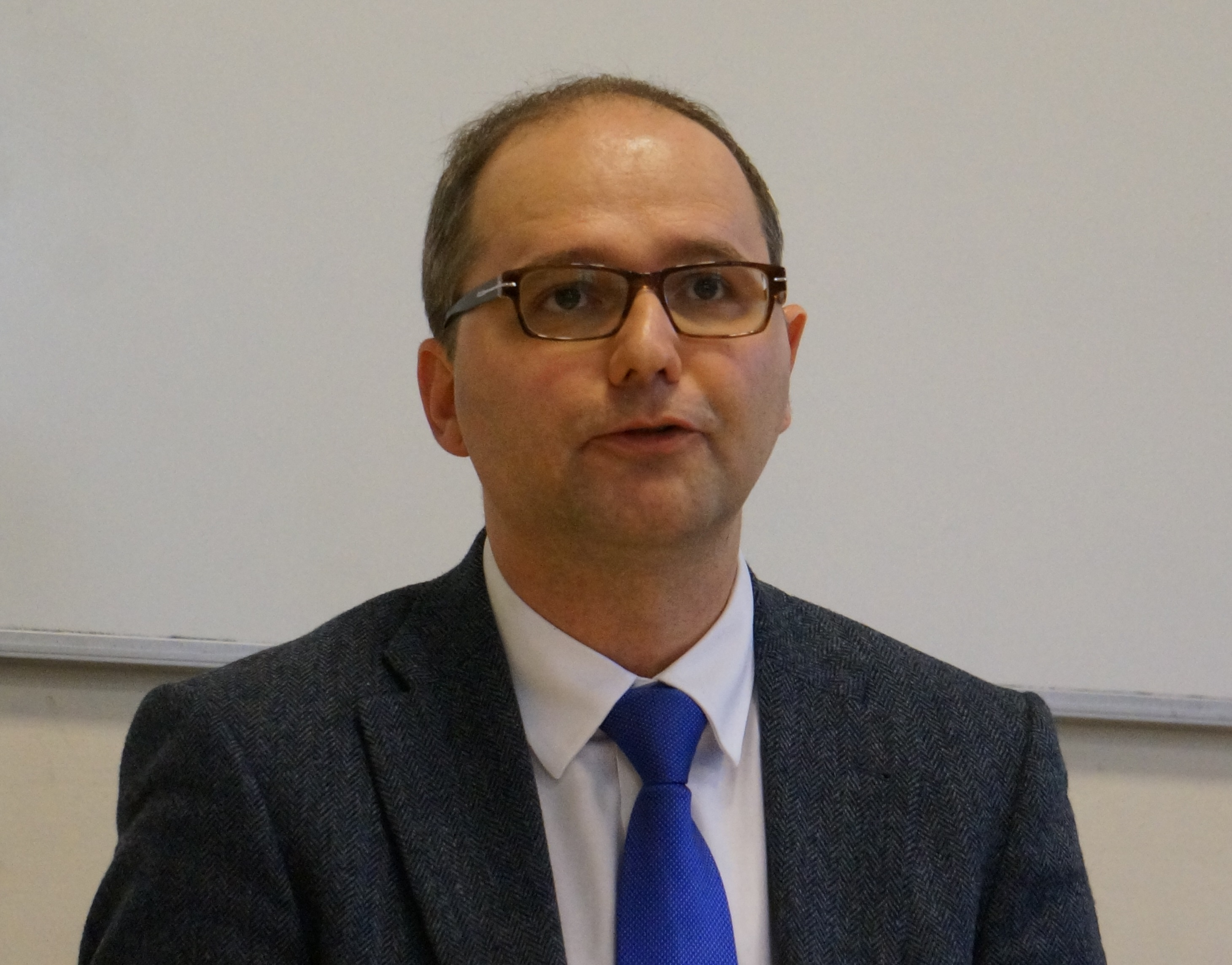
Guido Braun (2015)

Guido Braun (* 1970) ist ein deutscher Historiker, der die Frühe Neuzeit erforscht.

## Leben
Nach dem Studium der Geschichte, Französischen und Italienischen Philologie an den Universitäten Bonn und Paris erwarb er 1993 das Licence d’histoire, Paris-Sorbonne (Paris IV), 1995 den Maîtrise d’histoire, Paris-Sorbonne (Paris IV) und 1998 das Diplôme d’études approfondies, Histoire moderne et contemporaine, Paris-Sorbonne (Paris IV) bei Jean Bérenger. Nach der Promotion 2000 zum Dr. phil. an der Universität Bonn bei Konrad Repgen war er seit 2004 Fachreferent für Geschichte der Frühen Neuzeit II (1648–1815) am Deutschen Historischen Institut Paris und zugleich Lehrbeauftragter der Universität Bonn. Nach der Promotion 2007 an der Universität Paris-Sorbonne (Paris IV) bei Jean Bérenger war er seit 2007 Wissenschaftlicher Mitarbeiter am Institut für Geschichtswissenschaft der Universität Bonn. Nach der Habilitation 2013/2014 durch die Philosophische Fakultät der Universität Bonn (Venia Legendi im Fach Neuere Geschichte) ist er seit 2018 Professor für Geschichte der Frühen Neuzeit (mit Schwerpunkt politische Geschichte des 17. und 18. Jahrhunderts) an der Université de Haute-Alsace in Mulhouse.
Seine Schwerpunkte in Forschung und Lehre sind europäische Geschichte der Frühen Neuzeit im globalen Kontext unter besonderer Berücksichtigung der deutschen, west- und südeuropäischen (namentlich französischen und italienischen) Geschichte sowie der Kulturtransfer- und Verflechtungsgeschichte; internationale Geschichte der Frühen Neuzeit, insbesondere Historische Konflikt- und Friedensforschung; frühneuzeitliche Wissenskulturen unter besonderer Berücksichtigung der interkulturellen Hermeneutik; Geschichte des Reformationsjahrhunderts und der römisch-kurialen Beziehungen zum Heiligen Römischen Reich und Geschichte des 17. bis beginnenden 19. Jahrhunderts, besonders Französische Revolution und Napoleonisches Zeitalter in Deutschland, Frankreich und Italien.

## Schriften (Auswahl)
- Von der politischen zur kulturellen Hegemonie Frankreichs 1648–1789. Darmstadt 2008, ISBN 978-3-534-14702-1.
- La connaissance du Saint-Empire en France du baroque aux Lumières 1643–1756. München 2010, ISBN 978-3-486-59143-9.
- Imagines imperii. Die Wahrnehmung des Reiches und der Deutschen durch die römische Kurie im Reformationsjahrhundert (1523–1585). Münster 2014, ISBN 3-402-14765-3.